# Palais Bleu (Varsovie)
Pour les articles homonymes, voir Palais Bleu.
Le palais Bleu (en polonais Pałac Błękitny) appelé aussi palais Zamoyski, est un palais construit au XVIIIe siècle. Il est situé au no 37 de la rue Senatorska, dans l'arrondissement de Śródmieście (Centre-ville) à Varsovie, en Pologne.

## Sources
- GND

- (pl) Cet article est partiellement ou en totalité issu de l’article de Wikipédia en polonais intitulé « Pałac Błękitny w Warszawie » (voir la liste des auteurs).
- Dominique Auzias et Jean-Paul Labourdette, Varsovie 2016/2017, Le Petit Futé, 192 pages (ISBN 979-10-331-4506-6, lire en ligne)
- Dictionnaire de la conversation et de la lecture, vol. 26, Belin-Mandar, 1839 (lire en ligne), page 463